# كأس الكؤوس الأوروبية 1960–61
كأس الكؤوس الأوروبية 1960–61 هو الموسم 1 من  كأس الكؤوس الأوروبية. أقيم خلال الفترة 1960 وحتى 1961، والذي يشرف على تنظيمه الاتحاد الأوروبي لكرة القدم، وكان عدد الأندية المشاركة فيه  10، وفاز فيه نادي فيورنتينا.

## نتائج الموسم
| المركز | فريق           | لعب | ف | ت | خ | له | عليه | ف.أ | نقاط | ملاحظة |
| ------ | -------------- | --- | - | - | - | -- | ---- | --- | ---- | ------ |
|        | نادي فيورنتينا |     |   |   |   |    |      |     |      |        |